# Medalha da Muralha Ocidental
A Medalha da Muralha Ocidental (em alemão, Westwall-Medaille ou Deutsches Schutzwall-Ehrenzeichen) foi uma condecoração militar do Terceiro Reich instituída em 2 de agosto de 1939 e entregue àqueles que lutaram na Frente Oriental.